# (164207) Cardea
(164207) Cardea (désignation provisoire 2004 GU9) est un quasi-satellite de la Terre découvert par LINEAR en 2004 à Socorro (704).
Il mesure 163 mètres de diamètre.
Sa distance minimale d'intersection de l'orbite terrestre est de 0,000 560 unité astronomique, soit environ 84 000 kilomètres.

## Nom
L'astéroïde est nommé d'après Cardea, la déesse romaine des gonds. Le nom a été choisi par les participants au concours de dénomination organisé en 2024 par le programme RadioLab de la WNYC (radio publique de New York) et l'Union astronomique internationale.